# Springtime (företag)
Springtime är ett svenskt PR-konsultföretag, grundat 2000 då byråerna sagt:gjort, grundat av Birgitta Ed och Sofia Strömberg, och Vindrosen, grundat av Göran Thorstenson och Mats Olin, gick samman. Under senare hälften av 2000-talet förvärvades bland annat byråerna Hedberg & Co, Mahir och Early October Sweden AB. För närvarande har Springtime drygt 30 medarbetare.
Springtime räknas till en av Sveriges mest framgångsrika PR-byråer och utsågs 2002, 2004 och 2006 till Årets Bästa PR-byrå i undersökningsföretaget Regis årliga kundundersökning utdelad i samarbete med Dagens Industri.
Springtimes huvudägare är Halvarsson & Halvarsson Group, och VD är Paul Roswall.